# Montes Mecsek

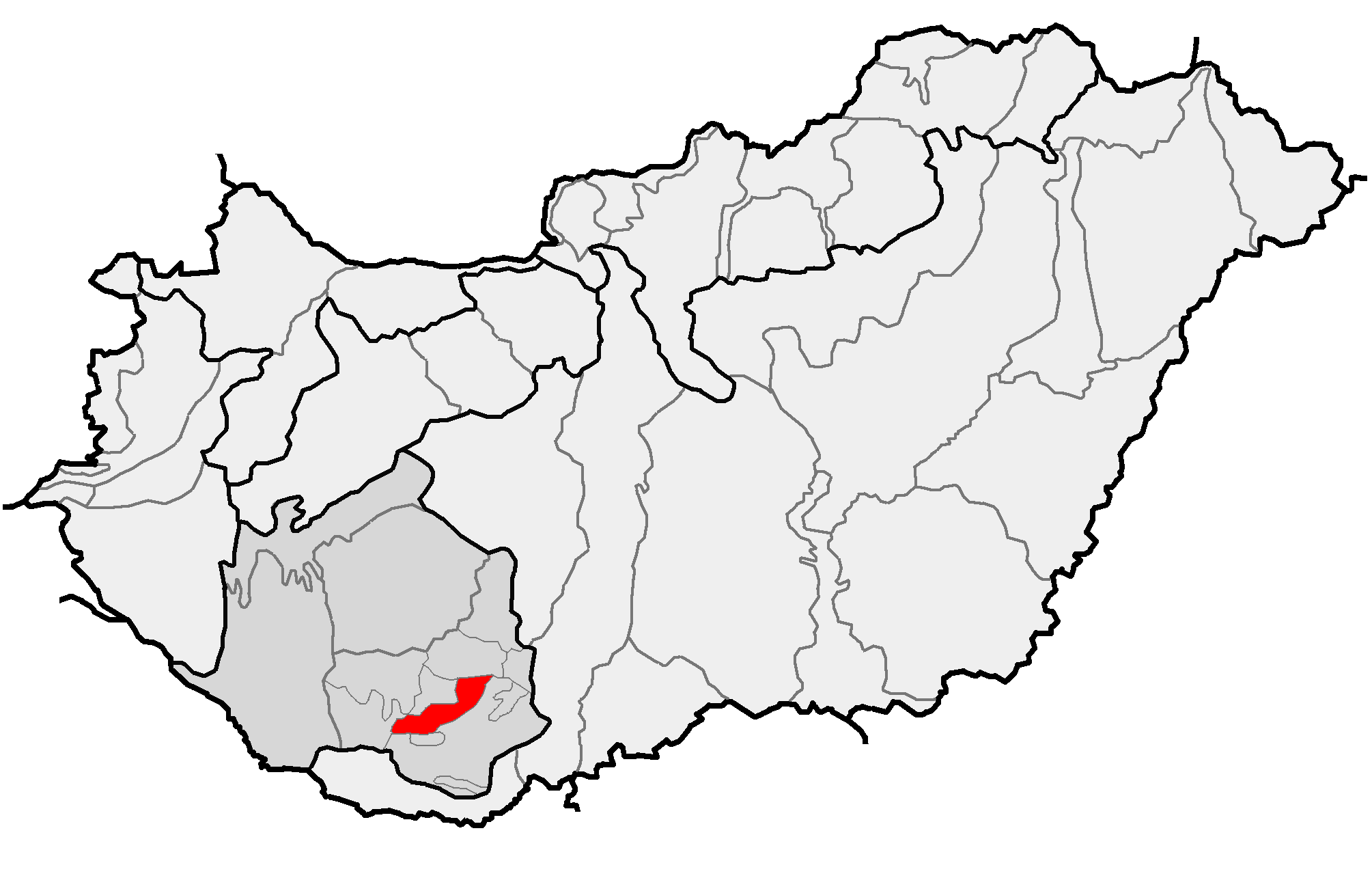
Mecsek en Hungría

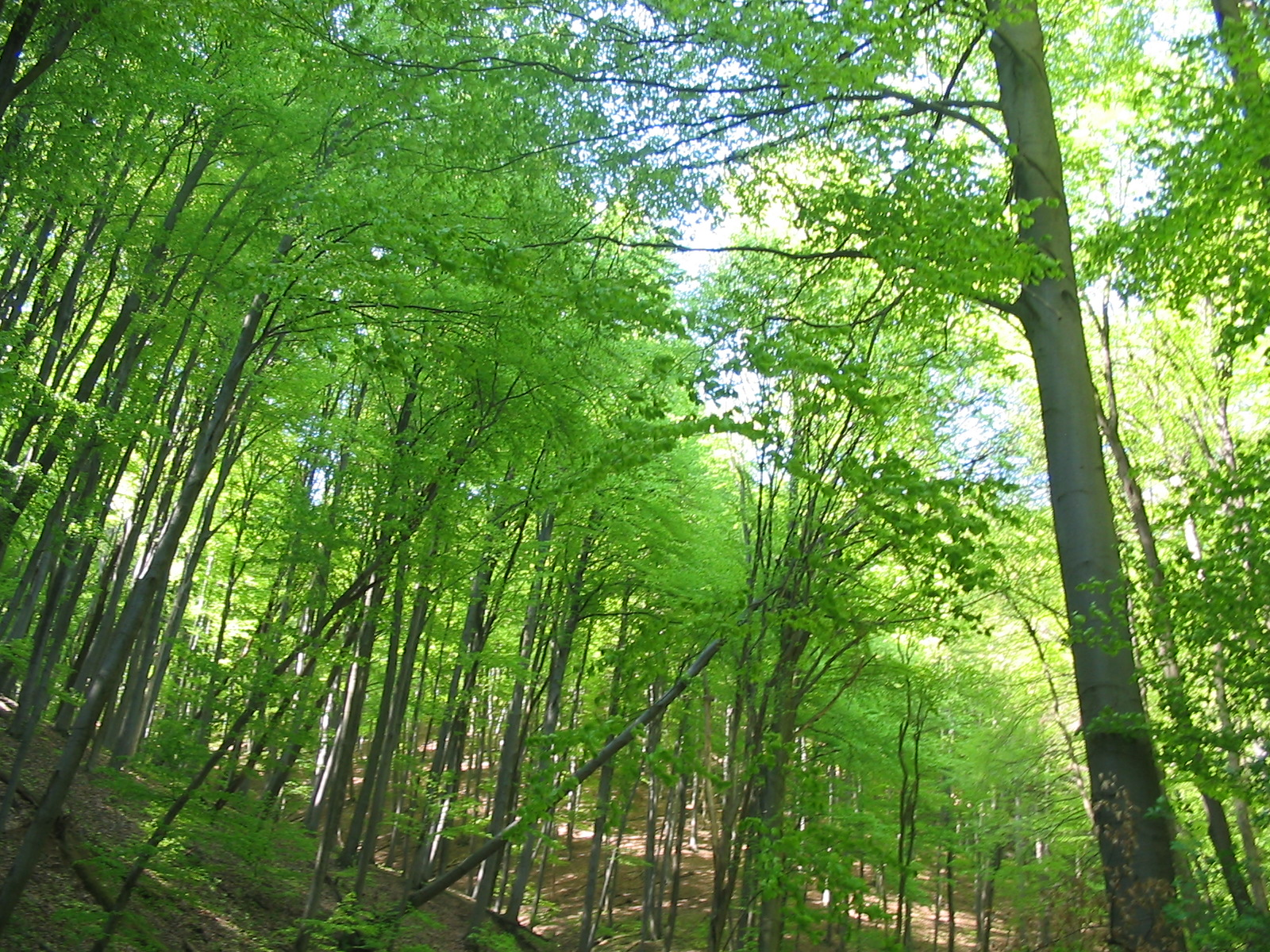
Bosque cerca de Óbánya.

Mecsek (pronunciado /ˈmɛt͡ʃɛk/; en serbocroata: Meček / Мечек; en alemán: Metscheck) es una cadena montañosa en Hungría meridional. Está situado en la región de Baranya, en los condados de Baranya y de Tolna, al norte de la ciudad de Pécs.

## Geografía
Las montañas cubren una superficie de aproximadamente 500 km². El pico más alto en la cadena montañosa es el Zengő (literalmente se traduce como "resonante"), que tiene una altura de 682 metros. Mecsek es rico en minerales, incluido el uranio, comparado con otros territorios de Hungría. El clima es mixto y representa elementos de los climas mediterráno y el continental. En el territorio viven entre veinte y treinta especies de plantas que son desconocidas en otras partes de la Llanura Panónica.

## Partes
Mecsek se divide en dos partes:
- Mecsek oriental
- Mecsek occidental

## Asentamientos
| Abaliget      | Apátvarasd        | Bakonya         | Bános        |  |
| Berkesd       | Bodolyabér        | Bogád           | Budafa       |  |
| Cikó          | Császta           | Cserkút         | Egyházbér    |  |
| Ellend        | Erdősmecske       | Erzsébet        | Fazekasboda  |  |
| Feked         | Hidas             | Hird            | Hosszúhetény |  |
| Husztót       | Jánosipuszta      | Kárász          | Kátoly       |  |
| Kékesd        | Kisbattyán        | Kisbodolya      | Kishajmás    |  |
| Kishertelend  | Kismányok         | Kisújbánya      | Kisvaszar    |  |
| Komló         | Kovácsszénája     | Kővágószőlős    | Kővágótőtős  |  |
| Lovászhetény  | Magyaregregy      | Magyarhertelend | Magyarszék   |  |
| Mánfa         | Martonfa          | Máza            | Mecsekfalu   |  |
| Mecsekjánosi  | Mecseknádasd      | Mecsekpölöske   | Mecsekrákos  |  |
| Mecsekszakáll | Mecsekszentkút    | Nagykozár       | Nagymányok   |  |
| Nagypall      | Óbánya            | Ófalu           | Orfű         |  |
| Oroszló       | Pécs              | Pécsvárad       | Pereked      |  |
| Pusztakisfalu | Püspökszentlászló | Romonya         | Szalatnak    |  |
| Sásd          | Szászvár          | Szatina         | Szellő       |  |
| Szilágy       | Tekeres           | Váralja         | Vékény       |  |
| Zengővárkony  | Zobákpuszta       | Barátúr         |              |  |